# Rio Pandeiros
O rio Pandeiros é um curso de água do estado de Minas Gerais, Brasil. Possui importância turística e ecológica sendo um dos berçários de peixes do rio São Francisco.
O rio tem trechos que chegam a menos um metro de profundidade, na época seca o que torna possível atravessá-lo de um lado a outro, e durante todo o seu percurso surgem diversas pequenas ilhas. O Pandeiros é rodeado pelo cerrado, exceto uma área de 30 Km².
Quando o rio perde seu curso normal e se espalha por várzeas, lagos e pequenos afluentes, forma um grande pantanal. Nesse período a área apresenta uma enorme quantidade de peixes, aves, jacarés e cobras. Na época das secas, a cor da água é verde-claro e transparente e a temperatura fica em torno de 22°C. O Pandeiros nasce e deságua no município.
Após o povoado de Pandeiros, onde existe uma represa e uma usina desativada da CEMIG, o rio se transforma em uma cachoeira de aproximadamente 3 metros de altura e 15 metros de largura, onde em sua base se forma um grande pólo, ladeado por pequenas praias.